# استیو مارتین
استیون گلن مارتین (به انگلیسی: Steve Martin) (زاده ۱۴ اوت ۱۹۴۵) بازیگر، کمدین، تهیه‌کننده، نویسنده و آهنگساز آمریکایی است. وی در زمینه استندآپ کمدی کمدی فعال بوده ولی از اوایل دهه ۱۹۸۰ شروع به بازیگری به شکل حرفه‌ای‌تر کرد و توانست افتخارات زیادی کسب کند و جوایز زیادی همچون جایزه امی و جایزه گرمی را کسب کند. در نوامبر ۲۰۱۳ نیز وی مفتخر به دریافت یک جایزه اسکار افتخاری شد.

## کودکی
استیو متولد شهر ویکو در ایالت تگزاس است. مادرش مری و پدرش گلین نام داشتند و شغل پدرش نیز در زمینه فروش املاک بود.
اولین شغل مارتین، فروشندگی کتاب‌های راهنما در دیزنی‌لند بود. وی این کار را به شکل نیمه‌وقت در آخر هفته‌ها و زمانی که مدرسه در تابستان تعطیل می‌شد به شکل تمام وقت انجام می‌داد. فعالیت وی به عنوان فروشنده تا سه سال (۵۸–۱۹۵۵) ادامه داشت.

## فعالیت‌ها

### شروع به کار

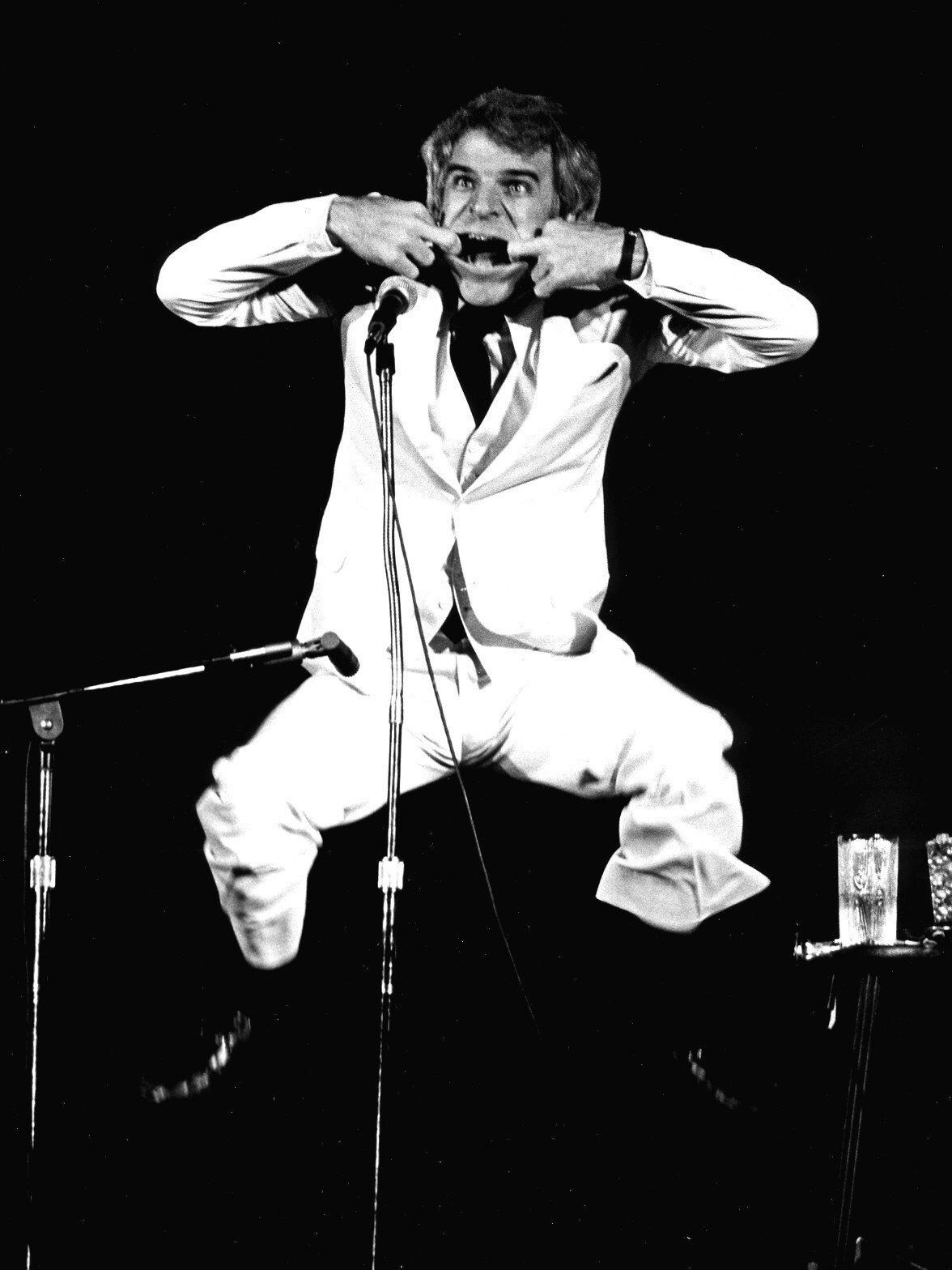
استیو مارتین - حدود ۱۹۷۷

در سال ۱۹۶۷، نامزد سابق مارتین، نینا گولدبلات با نشان دادن چند اثر استیو به مسئول نویسندگان محلی که خودش در آنجا بازی می‌کرد موفق شد یک کار برای استیو پیدا کند. مسئول نویسندگان از نوشته‌های استیو خوشش آمد و شخصاً دستمزد وی و سایر نویسنده‌ها را پرداخت می‌کرد. استیو به خاطر این آثارش در ۲۳ سالگی و در سال ۱۹۶۹ موفق به دریافت یک جایزه امی شد. اولین حضور نمایشی وی نیز در تلویزیون در سال ۱۹۶۹ و برای برنامه «نمایش استیو الن» اتفاق افتاد.
در دهه ۱۹۷۰ نیز وی حضور بسیار بیشتری در نمایش‌های کمدی داشت و در چندین نمایش کمدی مختلف دیگر ظاهر شد.

### بازیگری در فیلم
استیو طی مصاحبه‌ای اظهار کرد که نمایش کمدی فقط به شکل اتفاقی در زندگی‌اش روی داد و هدف اصلی وی بازیگری در فیلم بوده‌است.
اولین حضور وی در عرصه بازیگری و با نقشی چشمگیر، در یک فیلم کوتاه به نام نویسنده فراموشکار (محصول ۱۹۷۷) بوده. این فیلم کوتاه هفت دقیقه‌ای توسط استیو نوشته شده بود و بازیگران دیگری چون باک هنری و تری گار نیز در ان به ایفای نقش پرداخته بودند. این فیلم نامزد دریافت جایزه اسکار نیز شد. نقش‌آفرینی مهم بعدی وی در فیلم کلوپ باند قلب‌های تنهای گروهبان پپر بود که استیو در این فیلم چند آهنگ را نیز خواند.
مارتین در سال ۲۰۰۶ در فیلم پرفروش پلنگ صورتی بازی کرد. وی در این فیلم نقش کارگاه کلوزو را بازی می‌کرد و با ژان رنو هم‌بازی بود. در سال ۲۰۰۹ نیز در قسمت دوم این فیلم، پلنگ صورتی ۲ بازی کرد. فروش این دو فیلم روی هم حدود ۲۳۰ میلیون دلار می‌شود. آخرین فیلم وی نیز سال مهم محصول ۲۰۱۱ بود که در آن با جک بلک و اوون ویلسون هم‌بازی بود.

### نویسندگی
در سال ۱۹۹۳ مارتین اولین نمایش کامل خود را به نام پیکاسو در لاپا آژیل نوشت. نمایشنامهٔ وی اولین بار در منزلش و با حضور تام هنکس و کریس ساراندون اجرا شد. سپس از اکتبر همان سال تا ماه مهٔ سال بعد (۱۹۹۴) نمایشنامهٔ مارتین در تئاتری در شهر شیکاگو (ایالت ایلینوی) به نمایش درآمد و بعد از نمایش موفقیت‌آمیزش راه اجرای نمایشش برای شهرهای دیگر آمریکا همچون نیویورک، لس‌آنجلس و سایر شهرهای آمریکا هموارتر شد. در سال ۲۰۰۹ مدرسه‌ای در ایالت اورگن به‌دلیل اعتراض اولیای کودکان از نمایش این اثر استیو خودداری کرد.
در ۱۹۹۰ استیو مارتین چندین بار برای هفته‌نامهٔ نیویورکر مطالبی نوشت. در سال ۲۰۱۰ نیز رمان جدیدش به نام شیء زیبایی را منتشر کرد.

### اجرا
استیو مارتین اجرای مراسم هشتاد و دومین جوایز اسکار در سال ۲۰۱۰ را به همراه الک بالدوین بر عهده داشت. در سال ۲۰۰۵ نیز در سالروز یادبود دیزنی‌لند، استیو یکی کسانی بود که مراسم را میزبانی می‌کردند.

### موسیقی
مارتین برای اولین بار و در ۱۷ سالگی با بانجو موسیقی را شروع کرد.

## زندگی شخصی
در میانه دهه ۱۹۷۰ تا ۱۹۸۰ استیو رابطه عاشقانه‌ای با همبازی‌اش در یکی از فیلم‌ها به نام برنادت پترز داشت. اما در ۲۰ نوامبر ۱۹۸۶ با ویکتوریا تنانت ازدواج می‌کند. این زوج در سال ۱۹۹۴ از یکدیگر طلاق گرفتند. در ۲۸ ژوئیه ۲۰۰۷ نیز بعد از سه سال آشنایی، استیو با ان استرینگفیلد ازدواج می‌کند. استرینگفیلد نویسنده و از اعضای سابق هفته‌نامه نیویورکر بود. مراسم ازدواج این دو با حضور باب کری، سناتور ایالت نبراسکا و تام هنکس، از دوستان نزدیک استیو انجام شد. میهمانان مراسم از اینکه به یک عروسی دعوت شده‌اند خبر نداشته و با نام یک جشن از آن‌ها دعوت شده بود که با دیدن عروسی بسیار شگفت‌زده شدند. استیو مارتین در ۶۷ سالگی برای اولین بار، در دسامبر ۲۰۱۲ پدر شد.
پلیس آلمان بیان کرد که احتمالاً از استیو مارتین در یک حراجی کلاه‌برداری شده‌است. ماجرا از این قرار است که در سال ۲۰۰۴ استیو مارتین در یک حراجی، نقاشی‌ای را که به گمان خود برای سال ۱۹۱۵ بوده و توسط هنرمندی هلندی-آلمانی به نام هانریش کامپندونک نقاشی شده بود را از یک گالری در پاریس خریداری کرد. مبلغ خریداری شده حدود ۷۰۰٫۰۰۰ یورو بوده و کارشناسان صحت و اصل بودن نقاشی را در زمان خرید اعلام کردند. پانزده ماه بعد نیز مارتین این نقاشی را برای فروش به حراج گذاشت که یک خانم بازرگان سویسی آن را به مبلغ ۵۰۰٫۰۰ یورو خریداری کرد و استیو ۲۰۰٫۰۰۰ یورو ضرر داد. پلیس اعتقاد دارد که این نقاشی اثر یک گروه کلاهبردار آلمانی است که در سال ۲۰۱۰ دستگیر شده‌اند. نقاشی‌های جعلی این گروه خبره به گالری‌های فرانسوی فروخته شده و احتمالاً نقاشی استیو مارتین نیز یکی از همان جعلی‌ها بود.

## بخشی فیلمشناسی
| سال  | عنوان                                | نقش                | توضیحات           |
| ---- | ------------------------------------ | ------------------ | ----------------- |
| ۱۹۷۸ | گروه کلوپ بی‌کسان گروهبان فلفل        | Dr. Maxwell Edison |                   |
| ۱۹۷۹ | فیلم ماپت‌ها                          |                    |                   |
| ۱۹۷۹ | احمق                                 |                    |                   |
| ۱۹۸۱ | سکه‌هایی از بهشت                      | Arthur             |                   |
| ۱۹۸۲ | مردگان پیراهن راه‌راه نمی‌پوشند        | Rigby Reardon      | همچنین نویسنده    |
| ۱۹۸۴ | همه من                               | Gil Buckman        |                   |
| ۱۹۸۴ | مرد تنها                             |                    |                   |
| ۱۹۸۵ | تکان دهنده‌ها و لرزاننده‌ها            |                    |                   |
| ۱۹۸۶ | سه رفیق                              |                    |                   |
| ۱۹۸۶ | مردی با دو مغز                       |                    |                   |
| ۱۹۸۶ | فروشگاه کوچک ترسناک                  |                    |                   |
| ۱۹۸۷ | هواپیماها، قطارها و اتومبیل‌ها        |                    |                   |
| ۱۹۸۷ | رکسان                                |                    |                   |
| ۱۹۸۸ | لات‌های کثیف فاسد                     |                    |                   |
| ۱۹۸۹ | پدر و مادری                          | Gil Buckman        |                   |
| ۱۹۹۰ | بهشت آبی من                          |                    |                   |
| ۱۹۹۱ | پدر عروس                             | George Banks       |                   |
| ۱۹۹۱ | گرند کنیون                           | Davis              |                   |
| ۱۹۹۱ | داستان ال.ای                         |                    |                   |
| ۱۹۹۲ | خانه‌نشین                             |                    |                   |
| ۱۹۹۲ | جهش ایمان                            | Jonas Nightengale  |                   |
| ۱۹۹۴ | آجیل مخلوط                           |                    |                   |
| ۱۹۹۴ | یک پیچ و تاب ساده از سرنوشت          |                    |                   |
| ۱۹۹۵ | پدر عروس ۲                           |                    |                   |
| ۱۹۹۶ | گروهبان بیلکو                        |                    |                   |
| ۱۹۹۷ | زندانی اسپانیایی                     |                    |                   |
| ۱۹۹۸ | شاهزاده مصر                          | Hotep              | صدا پیشه          |
| ۱۹۹۹ | بوفینگر                              |                    |                   |
| ۱۹۹۹ | غریبه‌ها در شهر                       |                    |                   |
| ۱۹۹۹ | فانتازیا ۲۰۰۰                        | Introductory Host  | Disney re-release |
| ۲۰۰۰ | راز جو گولد                          |                    |                   |
| ۲۰۰۱ | نووکائین                             |                    |                   |
| ۲۰۰۳ | لونی تونز                            |                    |                   |
| ۲۰۰۳ | پایین آوردن خانه                     |                    |                   |
| ۲۰۰۳ | دوجینش ارزان‌تر است                   | Tom Baker          |                   |
| ۲۰۰۴ | تاجر ونیزی                           |                    | Cameo             |
| ۲۰۰۵ | دوجینش ارزان‌تر است ۲                 | Tom Baker          |                   |
| ۲۰۰۵ | دختر فروشنده                         |                    |                   |
| ۲۰۰۶ | پلنگ صورتی                           | بازرس کلوزو        | همچنین نویسنده    |
| ۲۰۰۸ | مامان بچه                            |                    |                   |
| ۲۰۰۹ | پلنگ صورتی ۲                         | بازرس کلوزو        | همچنین نویسنده    |
| ۲۰۰۹ | پیچیده‌است                            | Adam Schaffer      |                   |
| ۲۰۱۱ | سال بزرگ                             | استو پریسلر        |                   |
| ۲۰۱۵ | خانه                                 | Captain Smek       | صدا پیشه          |
| ۲۰۱۵ | عاشق کوپرها باش                      |                    |                   |
| ۲۰۱۶ | پیاده‌روی طولانی بیلی لین بین دو نیمه |                    |                   |

## پیوندها
- وبگاه رسمی